# Selenaria pulchella
Selenaria pulchella är en mossdjursart som beskrevs av William MacGillivray 1895. Selenaria pulchella ingår i släktet Selenaria och familjen Selenariidae. Inga underarter finns listade i Catalogue of Life.